# The Trolley Song
The Trolley Song é uma canção escrita por Ralph Blane e Hugh Martin e que se tornou famosa por Judy Garland no filme Meet Me in St. Louis de 1944.
Em uma entrevista à NPR de 1989, Blane e Martin relembraram o nascimento da música. Eles foram ordenados em compor uma canção para a cena do bonde no filme. Suas três primeiras composições foram rejeitadas pelo produtor Arthur Freed porque, como Blane percebeu, ele queria algo específico relacionado ao bonde e não apenas uma com letras de amor genérica para a personagem de Judy Garland naquele momento.
Em busca de ideias, Blane foi à Biblioteca Pública de Beverly Hills e vasculhou jornais da virada para o século 19 para aprender mais sobre bondes na época da Exposição universal de St Louis em 1904. Ele finalmente encontrou uma foto de um bonde de dois andares com a legenda: "Clang, clang, here comes the trolley". Blane mostrou a foto para Martin e disse a ele: "Hugh, olha isso. E Hugh disse: clang, clang, clang, o bonde foi, e em poucos minutos ele tinha tudo funcionando. Na verdade, não demorou muito para escrever aquela música depois que conseguimos o primeiro verso". Três horas depois, eles a tocaram para [Arthur] Freed, que disse: "agora, era isso que eu queria o tempo todo".
A canção conduzida por Georgie Stoll para Meet Me in St. Louis tem um arranjo complexo e evocativo de Conrad Salinger com refrões harmonizados, vocais sem grandes frases e pequenos destaques ou floreios de uma ampla gama de instrumentos orquestrais. Foi gravado em 21 de abril de 1944, no Decca Studios na Melrose Avenue no município de Los Angeles, Califórnia.

## Prêmios e indicações
"The Trolley Song" foi indicada ao Oscar de Melhor Canção Original em 1945, mas perdeu para "Swinging on a Star" de Going My Way. A música configurou em 26° lugar pelo American Film Institute na lista 100 Years...100 Songs da AFI em 2004, "Have Yourself a Merry Little Christmas" também está incluída no ranking. Assim como "Over The Rainbow" de The Wizard Of Oz (1939), a canção também é referenciada pela comunidade LGBT por sua "atmosfera Camp" e por Judy Garland ser vista como um ícone gay.

## Covers
- Cinco versões da canção foram lançadas nas paradas entre 1944 e 1945. Além de Garland houve uma versão da Orquestra Vaughn Monroe — cantada em dueto por Vaughn Monroe e Marilyn Duke — ambas alcançaram a quarta posição, mas o cover de maior sucesso foi dos Pied Pipers, que alcançaram a segunda posição na parada "Best Selling Retail Records" da revista Billboard na semana de 16 de dezembro de 1944.[10]
- Versões instrumentais da música foram usadas nas trilhas sonoras de produções da MGM, com arranjos de Scott Bradley, incluindo Swing Shift Cinderella (1945) e alguns episódios de Tom e Jerry, por exemplo, Cat Fishin' (1947).
- Numerosas interpretações instrumentais de jazz foram lançadas, como a do Dave Brubeck Quartet em março de 1954. O quarteto gravou outra adaptação em 1962, com Paul Desmond no sax alto, e a incluiu no álbum Bossa Nova USA. A estrutura distinta de "The Trolley Song" - na qual o final do segundo e terceiro versos introduzem uma nova linha melódica e simulam a sensação de que a música está decolando como o movimento acelerado de um carrinho, ou como a sensação vertiginosa de se apaixonar - se presta à improvisação de jazz.[11]
- Em 2021, Randy Rainbow fez uma paródia política da canção para o YouTube chamada "Clang Clang Clang went Josh Hawley", sobre o senador do Missouri Josh Hawley.[12]
- A atriz Renée Zellweger gravou uma versão cover para o filme Judy: Muito Além do Arco-Íris (2019), no qual ela interpreta Judy Garland. Outros artistas que regravaram a música incluem Tony Bennett e João Gilberto.[13][14]

## Na cultura popular
- No episódio "Burns' Heir" dos Simpsons, Martin Prince canta a música para o Sr. Burns, antes de ser derrubado por Nelson Muntz.[15] No final do episódio de Halloween dos Simpsons "Treehouse of Horror X", "The Trolley Song" é cantada por Rosie O'Donnell.
- A música foi usada no parque temático Magic Kingdom do Walt Disney World na Flórida, como uma das principais trilhas sonoras das apresentações de dança durante o Main Street Trolley Show.
- Na sexta temporada de Glee durante o episódio The Rise and Fall of Sue Sylvester" as atrizes Carol Burnett e Jane Lynch realizam um dueto de "The Trolley Song".[16]